# قائمة أعمال ليلى جمال
هذه قائمة بمعظم أعمال التي شاركت بها ليلى جمال

## أعمال

### أفلام
| - قبل الربيع:2013 - حظ سعيد:2012-والدة سعيد - ركلام:2012 - الفاجومي:2011 - المائدة:2010 - قاطع شحن:2010-ضفية شرف - أحاسيس:2010-أم سلمى - لحظات أنوثة:2008-عفاف - مجانين نص كوم:2008 - بوشكاش:2008-والدة أيمن - خليك في حالك:2007-والدة صلاح | - يوم الكرامة:2004 - شباب على الهوا:2002 - عنبر والألوان:2001 - الكلام في الممنوع:2000-ام فوزى - الإمبراطورة:1999-والدة أحمد فؤاد - الحرب العائلية الثالثة:1998-ام فوزيه - اللقاء الثاني:1998 - حائط البطولات:1998-زوجة شاكر - القبطان:1997 - المكالمة القاتلة:1996 - ضربة جزاء:1995-زوجة سيد العتر - إحنا ولاد النهاردة:1995 | - طريق الشر:1995-أم ورده - السيد كاف:1994-الست عنايات - مغلف بالشيكولاته:1994 - كارت أحمر:1994-ام رجاء عبد الحميد - دماء على الثوب الأبيض:1994 - رجال بلا ثمن:1993 - أجدع ناس:1993-والدة خالد - صراع الزوجات:1992-ام هيام - المتهمون:1992-والدة مجدي - غلط البنات:1992 - الشيطان يقدم حلا:1991 - كيد العوالم:1991-جميلة | - الهاربة إلى الجحيم:1991 - المشاغبات في السجن:1991-ألفت الخشاب - أحلام المعلمة طماطم:1990 - خمسه كارت:1990-أم نادية - الأبطال الثلاثة:1990 - نوع من الرجال:1988 - البيه البواب:1987-والدة حازم - نساء خلف القضبان:1986 - عسل الحب المر (دنيا الله):1985-فوزية - مسعود سعيد ليه:1983-ناهد - المحفظة معايا:1978 - المرأة الأخرى:1978-إلهام | - العذاب امرأة:1977-مطربة - أبو ربيع:1973-سلمى - الأصيل:1973-نرجس - إمتثال:1972-زوزو - الغضب:1972 - حياة خطرة:1971 - الظريف والشهم والطماع:1971 - أشواق - دقة قديمة - العابثون-سنية - ولا على بالي-ام هند |

### مسلسلات
| - جبل الحلال:2014-أم حسن - نقطة ضعف:2013 - تحت الأرض:2013-دادة ابن منى خُليف - الشك:2013 - ميراث الريح:2013 - طرف ثالث:2012 - سيدنا السيد:2012 - المنتقم:2012-حماة وخالة ريم - ابن موت:2012 - أخت تريز:2012 - عرفة البحر:2012 - الخواجة عبد القادر:2012 - الصفعة:2012 - كاريوكا:2012-الصيادة - ابن ليل:2012 - ورد وشوك:2012 - حكايات بنات (ج1):2012 - طيري يا طيارة:2012 - الهلالي سلالم:2012 - الإمام الغزالي:2012-أم فاطمة - أبواب الخوف:2011 - سمارة:2011 - جوز ماما مين ج2:2011 - آدم:2011 - الشوارع الخلفية:2011 - نونة المأذونة:2011-أخت صافي - شاهد اثبات:2010-والدة ريهام - اغتيال شمس:2010 - سقوط الخلافة:2010 - عايزة أتجوز:2010 - رحيل مع الشمس:2010-الداده - راجل وست ستات (ج7):2010 - نص أنا نص هو:2010-ضيف شرف - سي عمر وليلى أفندي:2010 - الجماعة:2010 - ليالي الحب:2009 - حكايات البنات:2009 - علشان ماليش غيرك:2009 - متخافوش:2009 - وكالة عطية:2009 - عبودة ماركة مسجلة:2009-زوكة - دموع في نهر الحب:2009 - ابن الأرندلي:2009-ضيفة شرف - دموع القمر:2008 - قمر 14:2008 - عزيز على القلب:2008 - العنكبوت:2008 - أدهم الشرقاوي:2008 - ثوره وحكايه:2008 - عدى النهار:2008 - جريمة على الساحل الشمالي:2008 - مسك الليل:2008 - بنات عمري:2008-خديجة السيد متولي - قلب ميت:2008 - 7 شارع السعادة:2008 - غريب الدار:2007 | - أصعب قرار:2007 - عمارة يعقوبيان:2007 - حنان وحنين:2007 - عقدة ماما عزيزة:2007 - رجل غني فقير جدا:2007-بديعة - امرأة فوق العادة:2007 - الدالي (ج1):2007 - آن الأوان:2006 - الدنيا ريشة في هوا:2006 - اللي اختشوا ماتو:2006 - كشكول لكل مواطن:2006 - درب الطيب:2006 - الإمام المراغي:2006-رضا زوجة محمد عبده - أشباح المدينة:2006 - بنت بنوت:2006 - لا أحد ينام في الإسكندرية:2006 - ينابيع العشق:2005 - نعتذر عن هذا الحلم:2005 - أماكن في القلب:2005-والدة ايمان - أحلامنا الحلوة:2005 - العميل 1001:2005 - من غير ميعاد:2005 - أنا وهؤلاء:2005-جليلة - زهرة في الأرض البور:2005 - رياح الغدر:2005 - أرض الرجال:2005 - أريد حلا:2005 - أحلام عادية:2005 - ريا وسكينة:2005-زينب - الرقص مع الزهور:2005 - أوراق مصرية (ج3):2004-ام رفعت - محمود المصري:2004 - أهل الرحمة:2004 - أحلام البنات:2004-ضيفة شرف - بطة وأخواتها:2004 - السيف الوردي:2004 - قلبي يناديك:2004 - ملح الأرض:2004 - حدث في الهرم:2004 - البنات:2003 - غدا يوم اخر:2003 - خان القناديل:2003 - أنوار الحكمة:2003 - تعالى نحلم ببكره:2003 - قمر سبتمبر:2003 - اختطاف:2003 - مسألة مبدأ:2003 - يحيا العدل:2002 - حلم ابن السبيل:2002-زوجة لطفي - إنسى اللي فات يا فرحات:2002 - اللؤلؤ المنثور:2002 - فارس بلا جواد:2002 - أين قلبي:2002 - زمن عماد الدين:2002-مبروكة - لدواعي أمنية:2002 | - وتاهت بعد العمر الطويل:2001 - ولسه فيه أمل:2001 - حديث الصباح والمساء:2001-ام حسين - صراع الأقوياء:2001 - إحنا نروح القسم:2001 - حارة الطبلاوي:2001 - زي القمر:2000 - ألف ليلة وليلة: ضوء المكان وبدر التمام:2000 - الوشاح الأبيض:2000-والدة وليد - نساء في الغربة:2000 - حروف النصب:2000-وهيبة (أم توتة) - الفسطاط:2000 - أمشير:2000 - خيال الظل:2000 - زيزينيا 2: الليل والفنار:2000-نبوية - أوبرا عايدة:2000 - امسك الخشب:1999 - جسر الخطر:1999 - سامحوني ماكنش قصدي:1999-عساكر - القطار الأخير:1999 - هو وغيره:1999 - ع الحلوه والمره:1999 - موال الحب والغضب:1999 - في بيتنا كنز (كنز السلطان قلاووظ):1999 - حكيم روحاني حضرتك:1999 - لما التعلب فات:1999 - الرجل الآخر:1999 - شباب رايق جدا:1998-أم سلوى - ويأخذنا تيار الحياة:1998 - رد قلبي:1998-أصيلة هانم - وتمضي الايام:1998 - نحن لا نزرع الشوك:1998-فتحية - لعبة وقلبت بجد:1998 - القلب يخطيء أحيانا:1998-سكينة - امرأة من زمن الحب:1998-أم أميرة - بريق منتصف الليل:1998 - ومنين أجيب ناس:1998 - أيام الضحك والدموع:1998 - أحلام وردية:1998 - شيء من الحنان:1997 - وإنت عامل إيه؟:1997 - اللص الذي أحبه:1997-زكية - أبناء دهشان:1997 - هارون الرشيد:1997 - التوأم:1997 - عوضين وإمبراطورية عين:1997 - هوانم جاردن سيتي (ج1، 2):1997، 1998-سعد الهنا - القضاء في الإسلام (ج7):1997 - الحصاد المر:1997 - الشارع الجديد:1997-ضيفة الحلقات - ضد التيار:1997 - أصل و خمس صور:1997 - شقة الحرية:1996 - حواء والتفاحة:1996 | - يوميات ونيس (ج3، -> 5):1996، -> 1998-فتحية - نصف ربيع الآخر:1996 - هي وهؤلاء:1995 - الشباب يعود يوما:1995 - الوهم والسلاح:1995 - عظمة يا ست:1995 - أسوار الظلم:1995 - الزيني بركات:1995-زمردة - الخروج من المأزق:1995 - لن أمشي طريق الأمس:1995-هنومة - حكايات من حارتنا:1995 - هي وهولاء:1995 - رياح الخوف:1994 - الشراقي:1994 - بوابة الحلواني (ج2، 3):1994، 1997 - سر الغائب:1994 - أهل الطريق:1993 - عروس البحر:1993 - مغامرات زكية هانم:1992 - وداعا يا ربيع العمر:1991 - العودة:1991 - حضرات السادة الكدابين:1990 - هي وغيرها:1990 - ليالي الحلمية (ج2):1989-عزيزة - ليه يا زمن:1989 - أنا وأنت والزمن طويل:1989 - أولادي:1989 - دوار يا زمن:1988 - الهروب إلى السجن:1987 - الضابط والمجرم:1987 - الساقية تدور:1987 - حارة الشرفا:1986 - المكتوب على الجبين:1986 - رحلة السيد أبو العلا البشري:1986-زينات - الخليل بن أحمد:1984-فاطمة - عصر الحب:1983-ضيفة شرف - بستان الشوك:1978 - بنك القلق:1972-شخصيتها الحقيقية - المدينة الهادئة:1972 - السفينة التائهة:1970 - الوصي - علاء وصفاء والأصدقاء - رحلة في عالم مجنون - العودة للحياة - الإختبار - بعد العاصفة - ولكنه الحب-ام هاني - من سيرة بني هلال: عزيزة ويونس-أم مغامس - الخروج من الدائرة - ضحكة كل يوم - النصيب - مين اللي فيهم - أما بعد - الخالدون |

### سهرة تلفزيونية
| - بخور عصفور:2005-ام سعاد - السطو بالذاكرة:2002 - اللحظات الأخيرة:2000 - الحب وأحكامه:1998-زينب - باب النجار:1995-أم حمدي | - مقتل نجمة:1994 - زمن الغدر:1992-ضيفة شرف - أحلام مشروعة:1990 - معركة انتخابية في عش الزوجية - ألوان | - دعاء - دنيا وفيها العجب - لعبة الارقام - الدرس - وحدي | - نقطة مراقبة - إحنا بتوع الأنيميا - احلام - محدش يقرب منه - المتهم البريء | - زوجتك نفسي - بريق ألماس - دليل اثبات - كده لا كده آه - وبعد الخريف-سونيا |

| \| - اللعب مع السادة:2009-أم عنترة - خيل الحكومه:1994-زوجه أيوب - قميص السعادة:1993 - أصحاب المعالي:1992 - العشرة الطيبة:1983 - زبائن جهنم:1979 - سفروت والمزمار \| - الحق عليه أنا - العانسة والصعلوك - مجانين فوق العادة - وراء كل مجنون امرأة-سعاد - مقالب حيران - مجانين بالجملة \| | - رومانسية بالأرانب:2012 - الحلو مايكملش:1997 - ألف ليلة وليلة: عروس البحور:1985-صابرين - فطوطة (الأفلام):1983 - نوارة:1973 - فارس عصره وأوانه - حارة اللقمة الهنية |
| - اللعب مع السادة:2009-أم عنترة - خيل الحكومه:1994-زوجه أيوب - قميص السعادة:1993 - أصحاب المعالي:1992 - العشرة الطيبة:1983 - زبائن جهنم:1979 - سفروت والمزمار | - الحق عليه أنا - العانسة والصعلوك - مجانين فوق العادة - وراء كل مجنون امرأة-سعاد - مقالب حيران - مجانين بالجملة                                                    |